# Walton, Indiana
Walton är en kommun (town) i Cass County i Indiana. Vid 2010 års folkräkning hade Walton 1 049 invånare.